# Talamantes
Talamantes és un municipi de la província de Saragossa, a la comunitat d'Aragó. Situat a la comarca del Camp de Borja té una població de 84 habitants (INE 2023).